# کوه شیانگ
کوه شیانگ (به لاتین: Xiangyang Mountain) یک کوه در تایوان است که در Taoyuan District, Kaohsiung واقع شده‌است. کوه شیانگ ۳٬۶۰۳ متر بالاتر از سطح دریا واقع شده‌است.